# Various Artists – Archives Vol. 4
| Críticas profissionais | Críticas profissionais |
| Avaliações da crítica  | Avaliações da crítica  |
| Fonte                  | Avaliação              |
| ---------------------- | ---------------------- |
| allmusic               | [ 1 ]                  |

Various Artists – Archives Vol. 4 é uma coletânea do guitarrista virtuoso estadunidense Steve Vai.
É o quarto álbum de uma série de uma coleânea de músicas "em arquivo" do guitarrista. Lançado em 2003, ele é o álbum nº 5 do box The Secret Jewel Box, lançado em 2001.
Neste disco, Vai traz músicas do seu arquivo que foram gravadas em álbuns de outros artistas/bandas.

## Faixas
| N.º            | Título                                 | Artista(s)                                                                                 | Duração |  |
| 1.             | "Sweet Lady Luck"                      | Whitesnake (Ft. Steve Vai)                                                                 | 4:33    |  |
| 2.             | "The Rumble"                           | Chick Corea Elektric Band vs. "Steve Vai's Monsters"                                       | 8:01    |  |
| 3.             | "Ease"                                 | Public Image Ltd (Ft. Steve Vai)                                                           | 8:08    |  |
| 4.             | "Home"                                 | Public Image Ltd (Ft. Steve Vai)                                                           | 5:38    |  |
| 5.             | "Western Vacation"                     | Western Vacation                                                                           | 8:15    |  |
| 6.             | "Noah's Ark"                           | Gregg Bissonette (Ft. Steve Vai)                                                           | 6:11    |  |
| 7.             | "Drifting"                             | Steve Vai & London Symphony Orchestra (álbum "Hendrix Tribute - In From The Storm" [1995]) | 4:01    |  |
| 8.             | "Bold As Love"                         | Steve Vai & London Symphony Orchestra (álbum "Hendrix Tribute - In From The Storm" [1995]) | 5:08    |  |
| 9.             | "There's Still Hope"                   | Bob Harris (Ft. Steve Vai)                                                                 | 6:46    |  |
| 10.            | "Autumn In Nepal"                      | Bob Harris (Ft. Steve Vai)                                                                 | 8:21    |  |
| 11.            | "Feed My Frankenstein"                 |                                                                                            | 4:34    |  |
| 12.            | "Der Hölle Rache (Queen Of The Night)" | Lori Stinson & Steve Vai (From 1997 compilation "Angelica")                                | 3:00    |  |
| 13.            | "Gone"                                 | "Lilly" (Lillian Vai, Steve's Sister)                                                      | 2:25    |  |
| Duração total: | Duração total:                         | Duração total:                                                                             | 75:22   |  |